# Природные ресурсы Арктики
Природные ресурсы Арктики — минеральные и животные ресурсы в регионе Арктики (порой определяется как территория к северу от Северного полярного круга), которые предоставляют или имеют потенциал предоставлять полезность или экономическую выгоду человеку. Арктика содержит значительное количество минеральных ресурсов, северного леса, морской жизни и пресных вод. 

## Циркум-Арктическая зона
В контексте добычи природных ресурсов Арктики выделяют Циркум-Арктическую зону, которая включает три сектора: Североамериканский (Аляска, северные регионы Канады, Гренландия), Скандинавский (Фарерские острова, Исландия, Норвегия, северные территории Швеции и Финляндии) и Российский (части Якутии, Мурманской и Архангельской областей, Таймырский, Ненецкий, Ямало-Ненецкий и Чукотский АО, а также прилегающие морские акватории). 

## Правовые аспекты освоения природных ресурсов
В отличие от Антарктики, Арктика тает быстрее, не имеет международного договора и регулируется Конвенцией ООН по морскому праву (UNCLOS). Для решения вопросов, связанных с суверенитетом государств и претензиями на минеральные ресурсы и нефть в Арктике, государства обратились к Конвенции ООН по морскому праву (UNCLOS), созданной в 1982 году для урегулирования морских споров. Чтобы избежать споров о природных ресурсах в Арктике, Конвенция ООН по морскому праву (UNCLOS) предоставляет арктическим государствам право расширенного континентального шельфа (ECS) согласно статье 76. В течение 10 лет после ратификации UNCLOS государства могут подать заявку в Комиссию по границам континентального шельфа (CLCS) с научными данными для обоснования расширения шельфа за пределы 200 морских миль. Если заявка одобрена, государство получает исключительные права на ресурсы расширенного шельфа.
Канада, Россия, Норвегия и Дания уже заявили о своих правах на расширенный континентальный шельф (ECS) в Арктике. США пока не ратифицировали UNCLOS и не могут подать заявку на ECS. Существуют пересечения заявок на ECS между арктической пятеркой (A5). Илулиссатская декларация 2008 года гарантирует урегулирование споров о пересекающихся шельфах в рамках морского права. В соответствии с UNCLOS большая часть природных ресурсов Арктики разделена между арктическими государствами. Это ограничивает возможности государств, не имеющих выхода к морю, в освоении ресурсов. Хотя концепция "общего наследия человечества" гарантирует выгоду для таких государств, в Арктике она не применима из-за специального статуса расширенного континентального шельфа (ECS), предоставляемого статьей 76 UNCLOS. Поэтому претензии государств, не имеющих выхода к морю, на ресурсы Арктики могут быть не удовлетворены..
Несмотря на предложения о создании международного договора по Арктике, аналогичного Договору об Антарктике, такого договора нет. В отличие от Антарктики, объявленной демилитаризованной зоной мира в 1959 году, в Арктике идет активная борьба за ресурсы. Договор об Антарктике запрещает бурение без согласия большинства государств-участников, тогда как в Арктике государства стремятся к разработке имеющихся там ресурсов.

## Углеводороды
По оценкам Геологической службы США до 22 % мировых запасов нефти и газа могут быть расположены под водами Арктики. Арктика содержит около 90 миллиардов баррелей нефти и примерно 30% неразведанных мировых запасов природного газа (160 миллиардов баррелей нефтяного эквивалента). 

## Другие полезные ископаемые
На побережье моря Лаптевых, Восточно-Сибирского и Чукотского морей известны россыпи касситерита.
К значительным арктическим местам добычи минералов относятся Дог Майн (цинк и свинец) на Аляске (США), Диавик Даймонд Майн (бриллианты) на Северо-Западных территориях (Канада), Свеагрува (одна из крупнейших по запасам угольных шахт в Европе) на Шпицберген и (Норвегия) и Баффинленд Айрон Майн (железная руда, добыча начата в 2014) на Баффиновой Земли в Нунавуте. Большой карьер открытой добычи в стадии создания — Исуа Айрон Майн в Гренландии (железная руда).
На Аляске широко распространена золотодобыча. Крупнейшим карьером является Форт Нокс Голд Майн.
По состоянию на 2015 год в Арктике известно 107 месторождений полезных ископаемых на разных стадиях освоения, из них 42 – в России, 19 – на Аляске, 22 – в Канаде, 6 – в Гренландии, 6 – в Норвегии, 9 – в Швеции и 3 – в Финляндии.  24 месторождения разрабатываются, 41 – потенциально промышленные (часть готовится к освоению, часть разведывается), а 42 имеют только оцененные ресурсы, требующие детальной разведки.  По ведущему металлу месторождения распределяются следующим образом: 43 – золото, 16 – цинк, 11 – олово, 8 – медь, 6 – никель, 5 – вольфрам, 4 – металлы платиновой группы, 2 – молибден, 4 – титан, 1 – цирконий и 1 – свинец. Многие месторождения комплексные.

### Никель
Россия доминирует в добыче никеля в Арктике, обеспечивая 97% арктической добычи и 14,25% мировой. Арктический никель составляет 70,5% запасов и 83,3% добычи никеля в России. Основу российской добычи составляют пять крупных медно-никелевых месторождений Норильского района (Красноярский край), включая Октябрьское и Талнахское (37% и 25% российских запасов соответственно).  Запасы Имандра-Варзугской зоны (Мурманская область) составляют 13,9% российских. ГМК "Норильский никель"  добывает никель в Красноярском крае и Мурманской области, обеспечив в 2012 году 93% российской добычи (322 тыс. тонн). Финляндия также добывает никель,  разрабатывая месторождение Кевиста (204 млн т руды с содержанием 0,3% Ni) и разведывая месторождения Сакатти и Соданквила. Перспективным регионом для добычи никеля является Гренландия, где обнаружено месторождение Maniitsoq.

### Кобальт
Россия производит 5,8% мирового кобальта,  владея 3,3% мировых запасов. Добыча осуществляется попутно с медью и никелем, преимущественно ГМК "Норильский никель". Обеспеченность запасами превышает 50 лет. На Россию приходится 99% арктических запасов и добычи кобальта, что составляет 75% и 85% от общероссийских показателей соответственно.

### Титан
Арктика обеспечивает около 5% мирового производства титана,  обладая 10,52% мировых запасов. На Россию приходится 42% арктических запасов титана, что составляет около 9% общероссийских. Норвегия лидирует по запасам титановых руд, разрабатывая месторождение Тельнес (64 млн т активных запасов) с добычей 350 тыс. т ильменитового концентрата в 2012 году,  и планируя освоение рутилового месторождения Энгебо (запасы 382 млн т руды с содержанием 4% TiO2). В российской Арктике (Мурманская область) расположено месторождение Юго-Восточная Гремяха (9% российских запасов TiO2, среднее содержание 8,6%), а также месторождения Гремяха-Вырмес и Юго-Восточная Гремяха с общими ресурсами TiO2 категории Р1 в 13,6 млн т.

### Цинк
Арктика производит 4,64% мирового цинка, владея 3,8% мировых запасов. Добыча снизилась вдвое с 2002 года. На Россию приходится 13% арктических запасов цинка (3,25% общероссийских). Основная добыча цинка в Арктике сосредоточена на Аляске, где разрабатывается месторождение Ред Дог (с подключением месторождения Аккалук, общие запасы и ресурсы 51,8 млн т руды, содержание Zn - 16,7%, Pb - 4,4%, Ag - 82 г/т) и Грин Крик (запасы увеличились на 25% за 10 лет эксплуатации). Перспективны медно-колчеданные месторождения Аляски, Канады и Гренландии. В России разведано месторождение Павловское (Новая Земля, 3% российских запасов цинка).  В Норвегии известны стратифицированные месторождения Блейквассли и Муфьеллет. В зарубежной Арктике разведываются месторождения Лик (Аляска), Селвин (Канада), группа месторождений в районе Белекено (Канада) и месторождения на территории Нунавут (Канада). В Гренландии планируется возобновить добычу на месторождении Блэк Ангел и начать разработку трех новых месторождений, включая месторождение в районе фьорда Ситронен (102 млн т руды, содержание Zn - 4,7%, Pb - около 2%).

### Свинец
Доля арктического свинца в мировом производстве снизилась вдвое с 2002 года и составляет 2,37%. Добыча ведется попутно с цинком (месторождения Ред Дог и Грин Крик на Аляске). Развитие добычи свинца связано с планами по добыче цинка и меди.  На Россию приходится 18% арктических запасов свинца (4,3% общероссийских). В России перспективны Павловское месторождение на Новой Земле (прогнозные ресурсы более 10 млн т свинца и цинка) и Саурейское месторождение (Ямало-Ненецкий АО, запасы более 320 тыс. т свинца). На Таймыре разведано месторождение Партизанское.

### Медь
Арктика производит 0,6% мировой меди, в основном в России, а также в Швеции и Финляндии. Доля Арктики в мировых запасах меди составляет 0,48%, снизившись в 10 раз с 2002 года. На Россию приходится 48% арктических запасов и 81,6% добычи, что составляет 4,5% и 54,4% от общероссийских показателей соответственно. В России более 30% запасов меди сосредоточено в Норильском районе (месторождения Октябрьское и Талнахское). В Швеции разрабатывается месторождение Айтик (добыча 70 тыс. т в 2013 году), а в России и на Аляске разведаны крупные порфировые месторождения Песчанка (запасы 3,7 млн т) и Пеббл (запасы 36 млн т). В Швеции планируется возобновить добычу на колчеданно-полиметаллических месторождениях и освоить месторождение Вискария. В Норвегии планируется разработка месторождения медистых песчаников Нуссир (запасы 450 тыс. т). На Таймыре и Северной Земле также выявлены медистые песчаники.

### Молибден
В Арктике разведано несколько крупных молибденовых месторождений, а также значительные запасы молибдена имеются на месторождениях Пеббл (Аляска) и Песчанка (Россия).  Доля России в арктических запасах молибдена составляет 2,36% (4,7% общероссийских).  В Гренландии разрабатывается месторождение Мальмбьерг (ресурсы более 410 тыс. т), в Норвегии планируется разработка месторождения Норди (ресурсы 210 млн т руды), а в России известно Убойнинское месторождение на Таймыре.

### Олово
Россия обладает крупнейшей в мире минерально-сырьевой базой олова, сосредоточенной в Арктике (Северо-Янский район в Якутии и Пыркакайский район на Чукотке).  На Россию приходится 100% арктических и около 50% российских запасов олова.  В Северо-Янском районе (50% российских запасов) расположено Депутатское месторождение (11,8% российских запасов) и крупные россыпи ручьев Тирехтях и Одинокий (запасы каждой более 50 тыс. т).  В Чукотском АО находится более 15% российских запасов олова.  Перспективны шельфовые россыпи,  включая Ляховские (запасы и ресурсы около 700 тыс. т),  россыпь на дне Ванькиной губы и россыпи в Чаунской губе.

### Вольфрам
Производство вольфрама в арктической Канаде составляет 4% мирового выпуска (запасы 0,44% мировых). С 2002 года добыча снизилась более чем вдвое.  Доля России в арктических запасах вольфрама составляет 43% (5,1% общероссийских). В Канаде разрабатывается месторождение Кантунг (обеспеченность запасами 3,5 года) и планируется разработка месторождения Мактунг (запасы 92 тыс. т,  обеспеченность запасами 11 лет). В России основные запасы вольфрама находятся в Иультинском, Чаунском, Шмидтовском и Северо-Янском районах. Запасы месторождений Тенкергинского, Иультинского, Светлого и Снежного достаточны для добычи 2-2,5 тыс. т в год (обеспеченность запасами более 20 лет).

### Платина и палладий
Россия производит 40% мирового палладия и 15% платины,  сосредоточенных в Арктике. Запасы и добыча МПГ за последние 10 лет не изменились. Более 98% российских запасов МПГ находятся в Норильских месторождениях. На Россию приходится 99,5% арктических запасов и 98,8% добычи МПГ (94,6% и 95,4% общероссийских соответственно).  В российской Арктике открыты крупные месторождения МПГ: Масловское, Верхнеталнахское, Норильское, Черногорское, Имангдинское, Мончегорское и гора Генеральская. В Финляндии разведываются месторождения Суханко (ресурсы 528 т МПГ) и разрабатывается месторождение Кейвитса (запасы 65 т, ресурсы 129 т).  В Норвегии прогнозные ресурсы МПГ менее 300 т.

### Серебро
Арктика производит 4,2% мирового серебра (запасы составляют 3,7% мировых).  Около 60% добычи приходится на Аляску, 30% на Россию, остальное на Скандинавию и Канаду.  Доля арктического серебра в российских запасах и добыче составляет 11,16% и 13% соответственно.  Серебро добывается попутно, в основном на рудниках Ред Дог и Грин Крик (Аляска), Купол (Чукотка), а также "Норникелем" (около 100 т).  С 2002 года добыча в Арктике немного выросла благодаря месторождению Купол.  Небольшие объемы серебра добываются в Швеции и Канаде.

## Золотодобыча в Арктике
Рост цен на золото стимулировал  разведку и разработку новых месторождений в Арктике, хотя часть запасов остается нетронутой из-за труднодоступности и экологических рисков. Изменения в законодательстве Аляски, Канады и Гренландии способствуют освоению новых месторождений. В Арктике выделяют старопромышленные регионы (например, Скандинавия) и новые. Наблюдается застой или спад добычи в старопромышленных регионах и рост в новых. Россия добывает значительные объемы золота в своей арктической зоне, но и другие арктические страны наращивают добычу.
По состоянию на 2014 год в Циркум-Арктической зоне известно 58 месторождений золота (20 в России, 13 на Аляске, 13 в Канаде, 7 в Швеции, 3 в Финляндии, 1 в Гренландии и 1 в Норвегии),  включая комплексные. Разрабатываются 18 коренных месторождений и многочисленные россыпи. 23 месторождения относятся к потенциально промышленным, а 17 имеют только оцененные ресурсы. Многие месторождения комплексные.
На Арктику приходится 2,87% мировой добычи золота и 3,25% мировых запасов. Основная добыча сосредоточена на Аляске и Чукотке, меньше в Канаде и Скандинавии.  Небольшие объемы добываются в Гренландии.

## Промышленное рыболовство
Определённая часть субарктических рыбных запасов вероятно распространена  в арктических водах с учетом климатических изменений, а уменьшение ледового покрова Северного Ледовитого океана приведет к росту промышленного рыболовства, однако ученые отмечают про необходимость исследования экологической ситуации в регионе до начала такого рыболовства.
На территории Арктики к северу от Атлантики, уже существуют и крупное промышленное рыболовство и международные механизмы его регулирования, а вот севернее Берингова пролива пока нет, ни больших объёмов рыбалки, ни соответствующих механизмов её регулирования.
Исследования ТИНРО-Центра в 2015 году, дополнившие предыдущие работы в Чукотском море, позволили сравнить рыбохозяйственный потенциал морей Лаптевых, Восточно-Сибирского и Чукотского. Восточно-Сибирское море оказалось наименее продуктивным: обнаружено всего 10 видов рыб (из известных 54), в то время как в море Лаптевых — 26 видов (из 72), а в Чукотском — 46 (из 112), включая около 10 промысловых. В море Лаптевых доминирует сайка (99% биомассы рыб в придонном слое), ее биомасса значительно превысила показатели Чукотского моря за 2014 год, хотя сайке свойственны колебания численности (в Чукотском море пик биомассы в 670 тыс. тонн наблюдался в 2003 году). Ресурсы креветок также невелики: 3 вида в Восточно-Сибирском море, 5 в море Лаптевых и 24 в Чукотском. Краб-стригун опилио и снежный краб обнаружены в Чукотском море. В целом, ресурсы арктических морей недостаточны для экспедиционного лова, но могут обеспечить местный промысел, особенно в Чукотском и море Лаптевых.

## Пресные воды
Гренландия содержит до 10 % мировых запасов пресной воды.
С 2005 по 2008 годы повышение индекса Арктической осцилляции (AO) привело к усилению циклонической циркуляции в Северном Ледовитом океане и перенаправлению стока евразийских рек в восточном направлении из Евразийского бассейна в Канадский бассейн, при этом среднее содержание пресной воды в Арктическом океане практически не увеличилось, что было установлено с помощью комбинации данных спутниковой альтиметрии, гравиметрии и традиционной гидрографии.

## Гидроэлектрический потенциал
Горная местность и низкая плотность населения часто означает, что арктические поселения самостоятельно обеспечивают себя электроэнергией за счет гидроэнергетики. Однако в части поселений для производства электроэнергии и обогрева до сих пор используются углеводороды (дизель, уголь и т. д.).

## Газотранспортная система России
Арктическая газотранспортная система России — комплекс трубопроводов и сопутствующей инфраструктуры, обеспечивающий транспортировку природного газа из месторождений Арктического региона России. Развитие системы происходило в четыре основных этапа.
Первый этап (1960-е годы) характеризуется началом формирования газотранспортной инфраструктуры в Арктике. В декабре 1967 года был введен в эксплуатацию первый газопровод Арктического региона Мессояха-Норильск протяженностью 671 км. Этот период заложил технологические и инфраструктурные основы для дальнейшего развития системы.
Второй этап (1970-е годы) отмечен активным освоением арктических месторождений природного газа и строительством магистральных трубопроводов. В 1974 году начал функционировать первый магистральный газопровод мощностью 65 млрд м³ в год, соединивший ямальское месторождение Медвежье с европейской частью России. В этот период сформирована значительная часть трубопроводов северного и южного коридоров Арктической газотранспортной системы.
Третий этап (1980-е – начало 1990-х годов) связан с развитием центрального коридора газотранспортной системы. За это время произошло существенное расширение трубопроводной сети, что обеспечило увеличение объемов транспортировки газа из арктических месторождений.
Четвертый этап (с 2000-х годов по настоящее время) характеризуется интенсификацией геологоразведочных работ на полуострове Ямал, открытием новых крупных месторождений и созданием современной комплексной газотранспортной инфраструктуры. В этот период построены магистральные газопроводы Бованенково-Ухта-Торжок, подводный газопровод "Газ Ямала". В настоящее время продолжается планирование и строительство новых объектов газотранспортной системы для обеспечения поставок газа как для внутреннего потребления, так и для экспорта.